# خاوی مارتوس
خاوی مارتوس (انگلیسی: Javi Martos؛ زادهٔ ۴ ژانویهٔ ۱۹۸۴) بازیکن فوتبال اهل اسپانیا است.
از باشگاه‌هایی که در آن بازی کرده‌است می‌توان به باشگاه فوتبال بارسلونا سی، باشگاه فوتبال ژیرونا، باشگاه فوتبال ایراکلیس ۱۹۰۸، باشگاه فوتبال رویال شارلوا، باشگاه فوتبال زسکا صوفیه، و باشگاه فوتبال بارسلونا اشاره کرد.